# J'ai demandé à la Lune
Singles de Indochine
Punker Mao Boy!
Pistes de Paradize
Mao Boy! Dunkerque
J'ai demandé à la Lune est une chanson du groupe Indochine extraite de l'album Paradize sorti en 2002. Ce morceau phare, écrit en 1994 par Mickaël Furnon, chanteur de Mickey 3D, a permis à Indochine de retrouver le devant de la scène, après dix ans de faible exposition médiatique.
Cette chanson devient très vite un succès en France puis dans une grande partie de l'Europe, s'écoulant à plus d'un million d'exemplaires rien qu'en France. Le single, sorti le 8 avril 2002, s'est classé à la première place des ventes en France et en Belgique. L'album est également un succès quelques mois plus tard.
En 2011, une reprise alternative, intitulée On demande pas la Lune, est créée pour les Enfoirés.

## Conception
La chanson a failli ne jamais exister car Indochine n'arrivait pas à trouver la version finale, notamment sur le rythme, qui rappelle une berceuse. Alors que la chanson était envisagé comme une face B par Sony Music, c'est le producteur du groupe chez Sony, Hervé Lausanne, qui les persuade de continuer à chercher car il voit un signe sur cette chanson[Quoi ?]. C'est d'ailleurs Lausanne qui a l'idée de demander à Mickaël Furnon d'écrire pour Indochine. Il en possède toujours la démo avec, en plus de J'ai demandé à la lune, deux autres chansons que « l'histoire a oubliées »[pas clair].
Lors de l'enregistrement de l'album, le chanteur Nicola Sirkis propose à Pauline, la fille de son ami Rudy Léonet, alors âgée de 8 ans, d'assurer les chœurs.

## Clip vidéo
Le clip vidéo montre Nicola Sirkis marchant vers l'avant[Quoi ?], en tenant tour à tour un bébé puis un enfant, puis on voit apparaître Pauline chantant en duo avec Sirkis.
On y voit notamment Boris Jardel et  Olivier Gérard jouant leur partie de guitare et marchant dans la même direction que Sirkis.

## Crédits
- Chant : Nicola Sirkis
- Guitare : Stéphane Sirkis (1996) puis Olivier Gérard (2002)
- Basse : Marc Éliard
- Cordes, claviers : Jean-Pierre Pilot
- Batterie : Matthieu Rabaté
- Chœur : Pauline Léonet

## Reprises
La chanson est reprise par Mickey 3D dans les concerts du groupe et apparaît en 2004 sur l'album Live à Saint-Étienne. Il existe également une version longue acoustique, parue sur un disque commercialisé en décembre 2002, au profit de l'association Médecins sans frontières, mais qui n'est plus disponible.
En 2008, le groupe Vox Angeli la reprend sur l'album Vox Angeli.
En janvier 2011, le texte est en partie réécrit par Mickaël Furnon sous le titre On demande pas la Lune, pour les besoins du single annuel des Enfoirés.
Jorane reprend également ce titre sur son album L'Instant aimé paru en 2012.
Les Kids United en font aussi une reprise sur l'album Tout le bonheur du monde en 2016.
La chanson rencontre un tel succès qu'elle devient une poésie que les enfants apprennent à l'école. Mickaël Furnon, qui habite justement en face d'une école, entend de chez lui sa chanson reprise par tous les élèves. Il déclare à la suite de cela : « La chanson est passée près de chez moi au coin de la rue alors qu'il fallait tout ce temps pour faire la version finale »[pas clair].

## Liste des pistes
| 1. | J'ai demandé à la Lune                          | 3:29 |
| 2. | J'ai demandé à la Lune (Frédéric Sanchez remix) | 2:50 |

| 1. | J'ai demandé à la Lune | 3:29 |
| 2. | Punker                 | 2:50 |
| 3. | Glory Hole             | 3:27 |

| 1. | J'ai demandé à la Lune | 3:29 |
| 2. | Punker                 | 2:50 |
| 3. | Comateen II            | 3:50 |

## Classements et certifications
| Classement (2002)                       | Meilleure position |
| --------------------------------------- | ------------------ |
| Belgique (Wallonie Ultratop 50 Singles) | 1                  |
| France (SNEP)                           | 1                  |
| Suisse (Schweizer Hitparade)            | 4                  |

| Pays     | Certification | Date              | Ventes  |
| -------- | ------------- | ----------------- | ------- |
| Belgique | Platine       | 21 septembre 2002 | 40 000  |
| France   | Diamant       | 6 novembre 2002   | 750 000 |